# Zenon Nowosz
Zenon Stanisław Nowosz (ur. 6 lutego 1944 w Warszawie) – polski lekkoatleta, sprinter, mistrz Europy, trzykrotny olimpijczyk.

## Osiągnięcia
Trzy razy brał udział w igrzyskach olimpijskich. W Meksyku (1968) zajął 8. miejsce z sztafecie 4 × 100 m (wraz z Wiesławem Maniakiem, Edwardem Romanowskim i Marianem Dudziakiem), a w biegu na 100 m odpadł w eliminacjach. W Monachium (1972) był siódmy w biegu na 100 m i szósty w sztafecie 4 × 100 m (z Tadeuszem Cuchem, Jerzym Czerbniakiem i Stanisławem Wagnerem). W Montrealu (1976) odpadł w ćwierćfinale biegu na 200 m.
Wiele sukcesów odniósł podczas mistrzostw Europy. W Atenach (1969) zdobył brązowy medal w biegu na 200 m. Na 100 m odpadł w półfinale, a w sztafecie 4 × 100 m zajął 4. miejsce (wraz z Wagnerem, Romanowskim i Cuchem). W Helsinkach (1971) został srebrnym medalistą w sztafecie 4 × 100 m (z Gerardem Gramse, Cuchem i Dudziakiem), na 100 m był piąty, a na 200 m odpadł w półfinale. W Rzymie (1974) był piąty w sztafecie 4 x 100 m (z Andrzejem Świerczyńskim, Markiem Bedyńskim i Grzegorzem Mądrym), na 100 m odpadł w półfinale, a na 200 m w eliminacjach. Wreszcie w ostatnim swym starcie w Pradze (1978) odniósł największy sukces zdobywając złoty medal w sztafecie 4 × 100 m (z Zenonem Licznerskim, Leszkiem Duneckim i Marianem Woroninem).
Był też trzykrotnym medalistą halowych mistrzostw Europy. Podczas Europejskich Igrzysk Halowych w Belgradzie 1969 zdobył złoty medal w biegu na 50 m. W czasie Halowych Mistrzostw Europy w Wiedniu 1970 był drugi na 60 m. W Rotterdamie (1973) zwyciężył na tym dystansie.
Trzynaście razy zdobywał mistrzostwo Polski:
- 100 m: 1969, 1970, 1972 i 1973
- 200 m: 1970
- sztafeta 4 × 100 m: 1966, 1967, 1968, 1969, 1970, 1971, 1977 i 1978

Dwa razy był halowym mistrzem Polski na 60 m (w 1973 i 1974).
Jest absolwentem WAT. Przez całą karierę był zawodnikiem CWKS Legia Warszawa. Ma stopień pułkownika.

## Rekordy życiowe

### na stadionie
- bieg na 100 m – 10,35 s. (24 sierpnia 1975, Warszawa) oraz 10,30 s. (5 lipca 1969, Paryż, uzyskany przy zbyt silnym sprzyjającym wietrze +3,0 m/s)[1]
- bieg na 200 m – 20,88 s. (6 czerwca 1972, Dortmund)

### w hali
- bieg na 60 m – 6,52 (25 lutego 1973, Zabrze) – 2.wynik w historii polskiej lekkoatletyki